# Michaelskirche (Luxemburg)

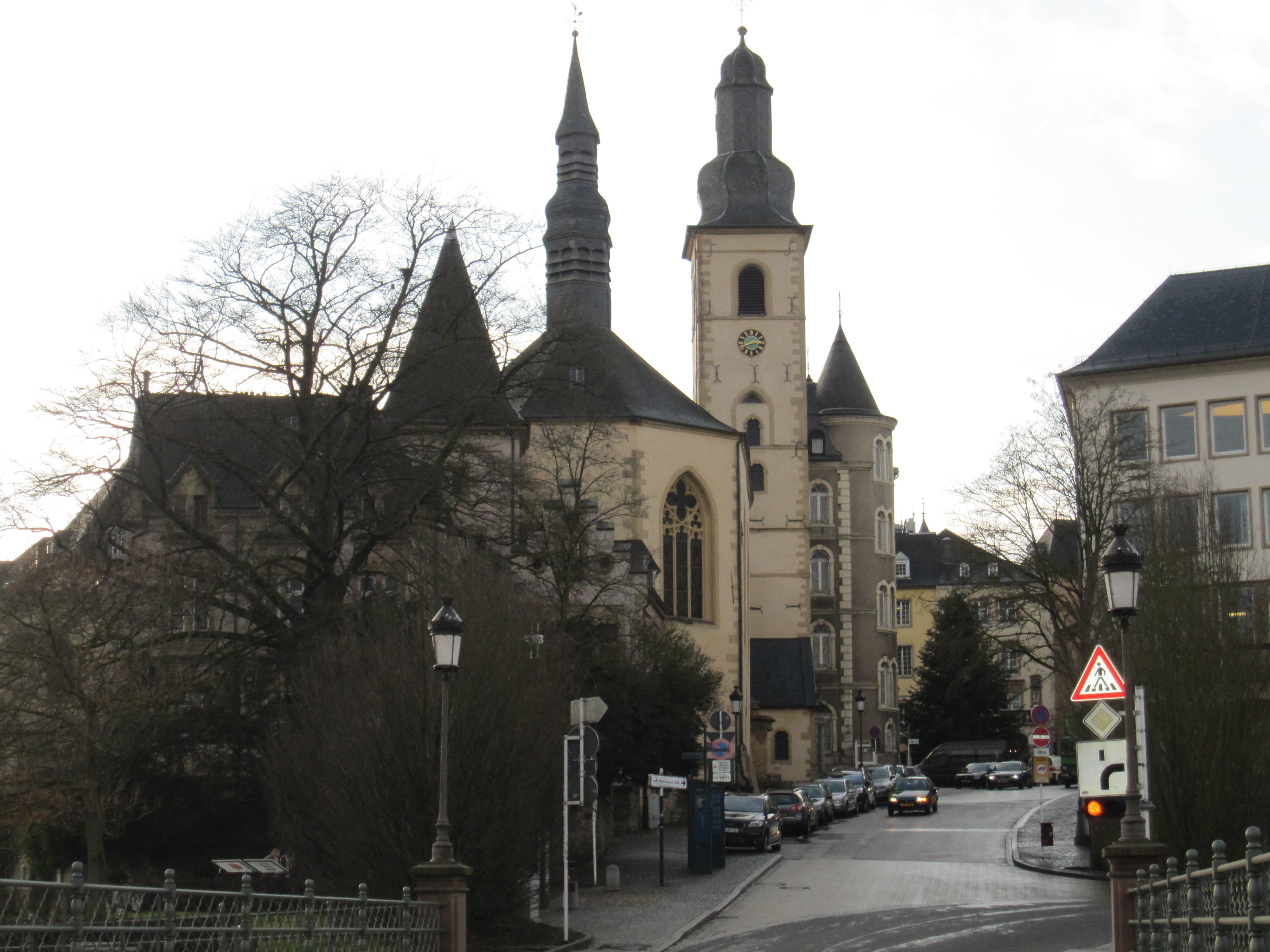
Michaelskirche, Luxemburg

Die Michaelskirche ist das älteste erhaltene sakrale Bauwerk in Luxemburg (Stadt).

## Geschichte
Im Jahre 987 stand an der Stelle der heutigen Michaelskirche die Burgkapelle der Luxemburger Grafen. Der heutige einschiffige Bau mit seiner spätgotischen Gewölbearchitektur stammt aus dem Jahre 1519, nachdem der Vorgängerbau 1509 durch eine Feuersbrunst zerstört wurde. 1627 ließen sich die Dominikaner auf dem Fischmarkt neben der Michaelskirche nieder und gelangten 1633 in den Besitz der Kirche und der damit verbundenen Pfarrei. Zwischen 1639 und 1643 erweiterten sie den Bau nach Westen zur Stadtseite hin, jedoch wurde schon 1679 dieser westliche Teil mitsamt dem neuen Turm durch einen Brand vernichtet. 1683 zerstörten französische Truppen im Zuge einer Belagerung den Chor der Kirche. Von 1687 bis 1688 erfolgte der Wiederaufbau unter Ludwigs XIV, wobei auch die heutige Empore entstand. Das Portal wurde im Stil des Barock durch den Bildhauer Nikolaus Koenen neu gestaltet.
Während der Französischen Revolution mussten die Dominikaner die Kirche und das benachbarte Kloster verlassen. Nachdem das Mobiliar 1798 entweder öffentlich versteigert oder zerstört worden war, konnte das Gotteshaus 1803 von der Pfarrgemeinde wieder bezogen werden. 1834 wurde der Südteil des Innenraums durch ein Seitenschiff erweitert, welches zuvor das Refektorium des Dominikanerklosters war.
Zuletzt wurde die Kirche von 1962 bis 1964 restauriert, wobei das spätgotische Raumensemble wiederhergestellt wurde.
Aufgrund der bewegten Geschichte vereint das Bauwerk heute Elemente romanischer, gotischer und barocker Architektur.
Die Michaelskirche wurde am 13. Juli 2024 zur „Kirche der Statthalterei für Luxemburg des Ritterordens vom Heiligen Grab zu Jerusalem“ bestimmt.

## Kirchenfenster
Die farbigen Bleiglasfenster sind Werke der Glasmalkünstler Mett Hoffmann, Gustave Zanter, Frantz Kinnen und Gabriel Loire aus dem Jahr 1962. Sie stellen zahlreiche Heilige sowie religiöse Bruderschaften, die sich in der Michaelskirche niedergelassen hatten, dar und zeigen verschiedene Szenen und Symbole aus dem Neuen Testament. Unter anderem sind zu sehen
- der heilige Urban I. als Papst und Schutzheiliger der Böttcher,
- der Apostel Petrus, in der Hand den Schlüssel zum Himmelreich,
- der heilige Peter von Mailand, Schutzpatron der Weber, dargestellt durch drei Weberschiffchen,
- die Bruderschaft des Rosenkranzes,
- die Bruderschaft des Allerheiligsten Sakramentes, die von 1399 bis 1630 ihren Sitz in der Kirche hatte,
- die Bruderschaft des Heiligen Sebastian, Schutzpatron der Schützenbrüderschaft, die ihre jährliche Messe in der Dominikanerkirche feierte.[4]

## Ausstattung

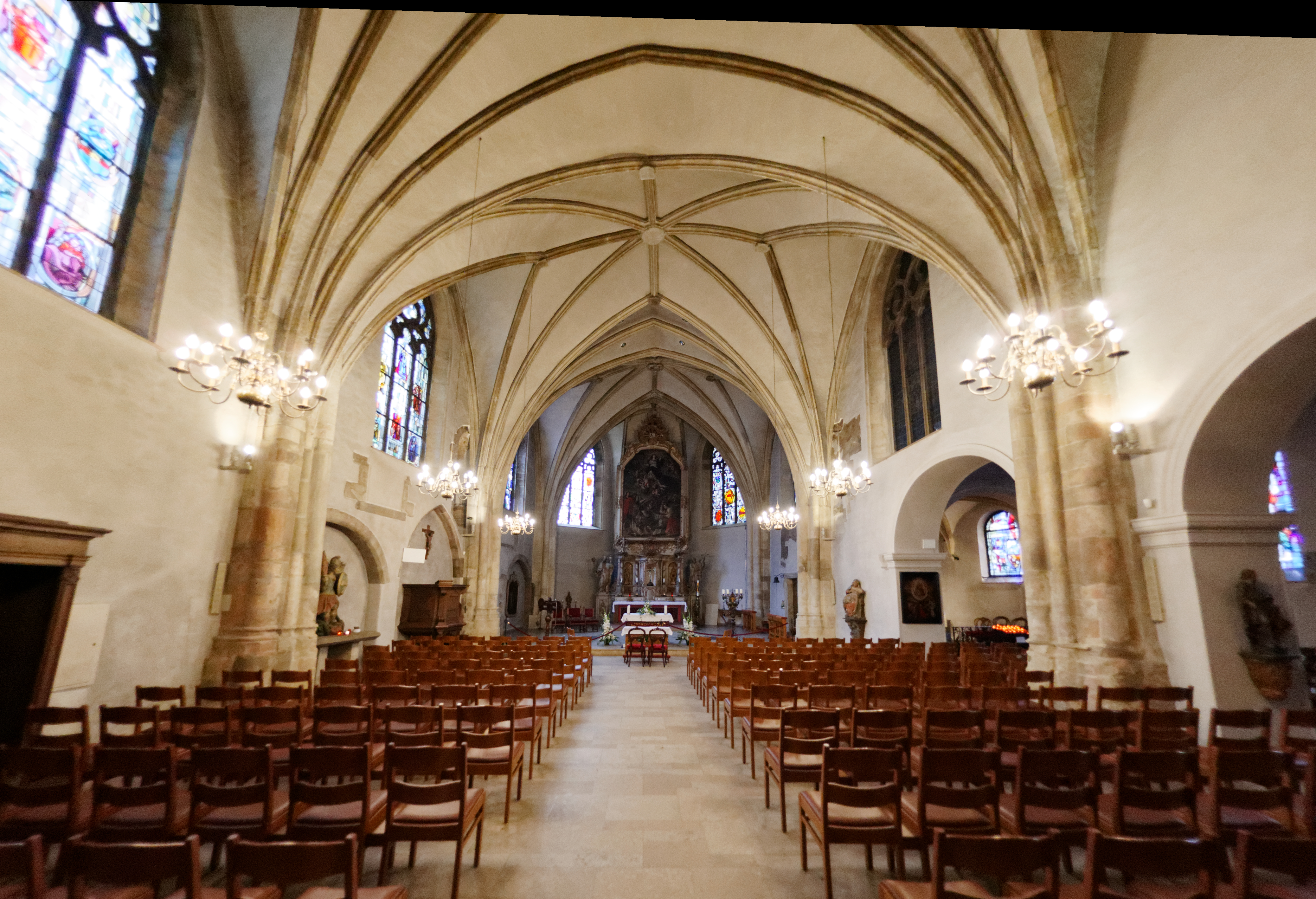
Altarseite
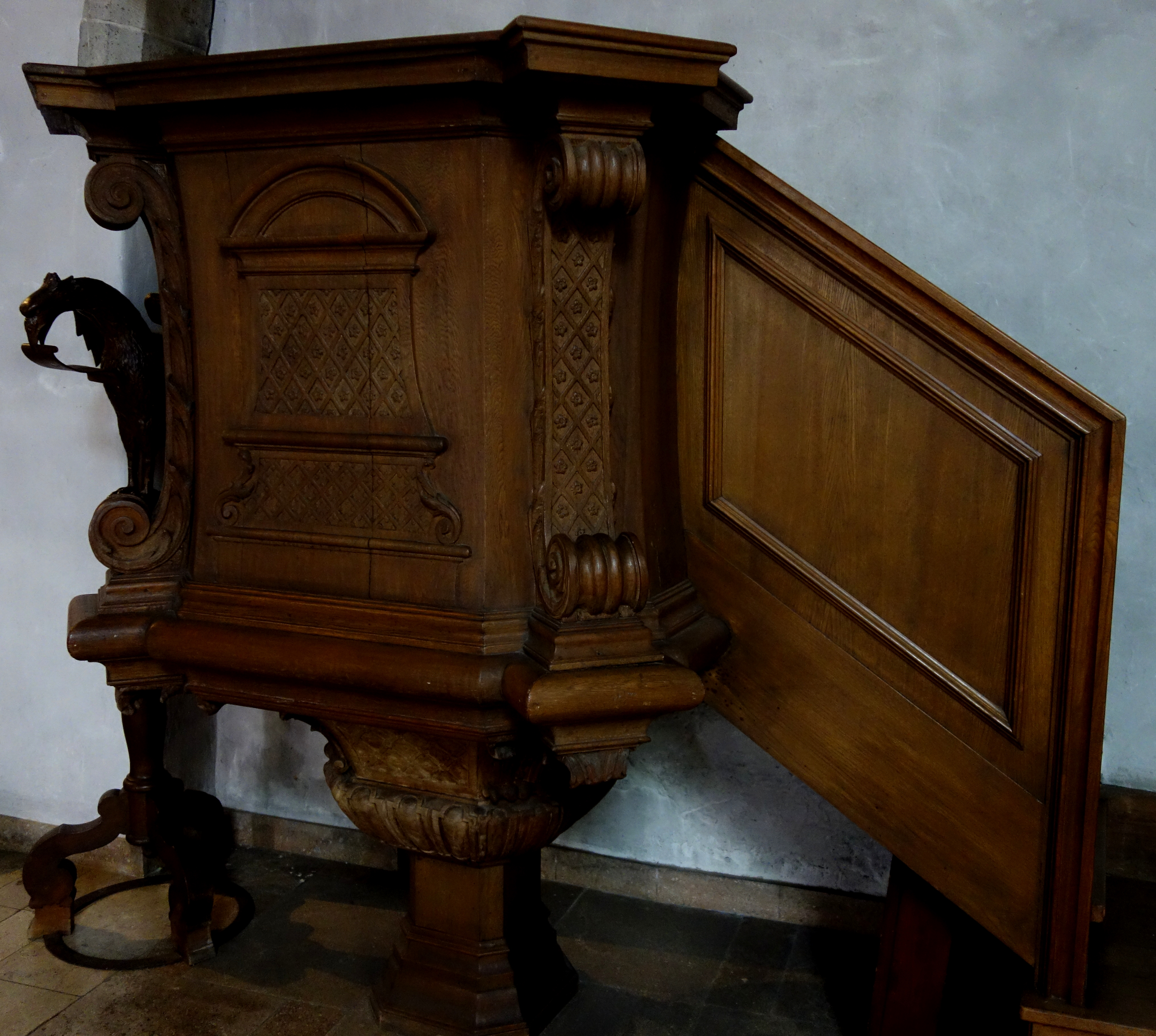
Kanzel
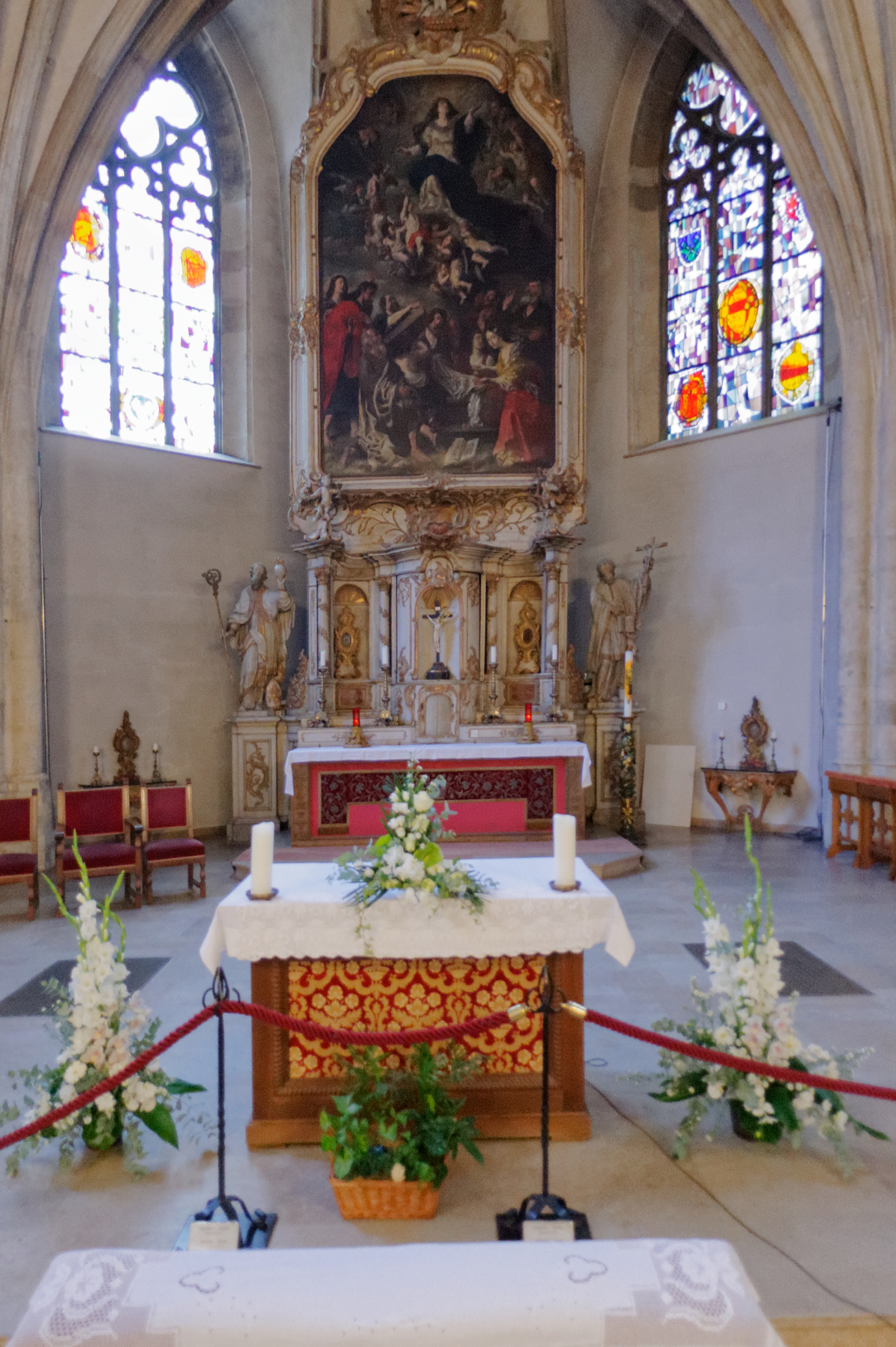
Barocker Hochaltar
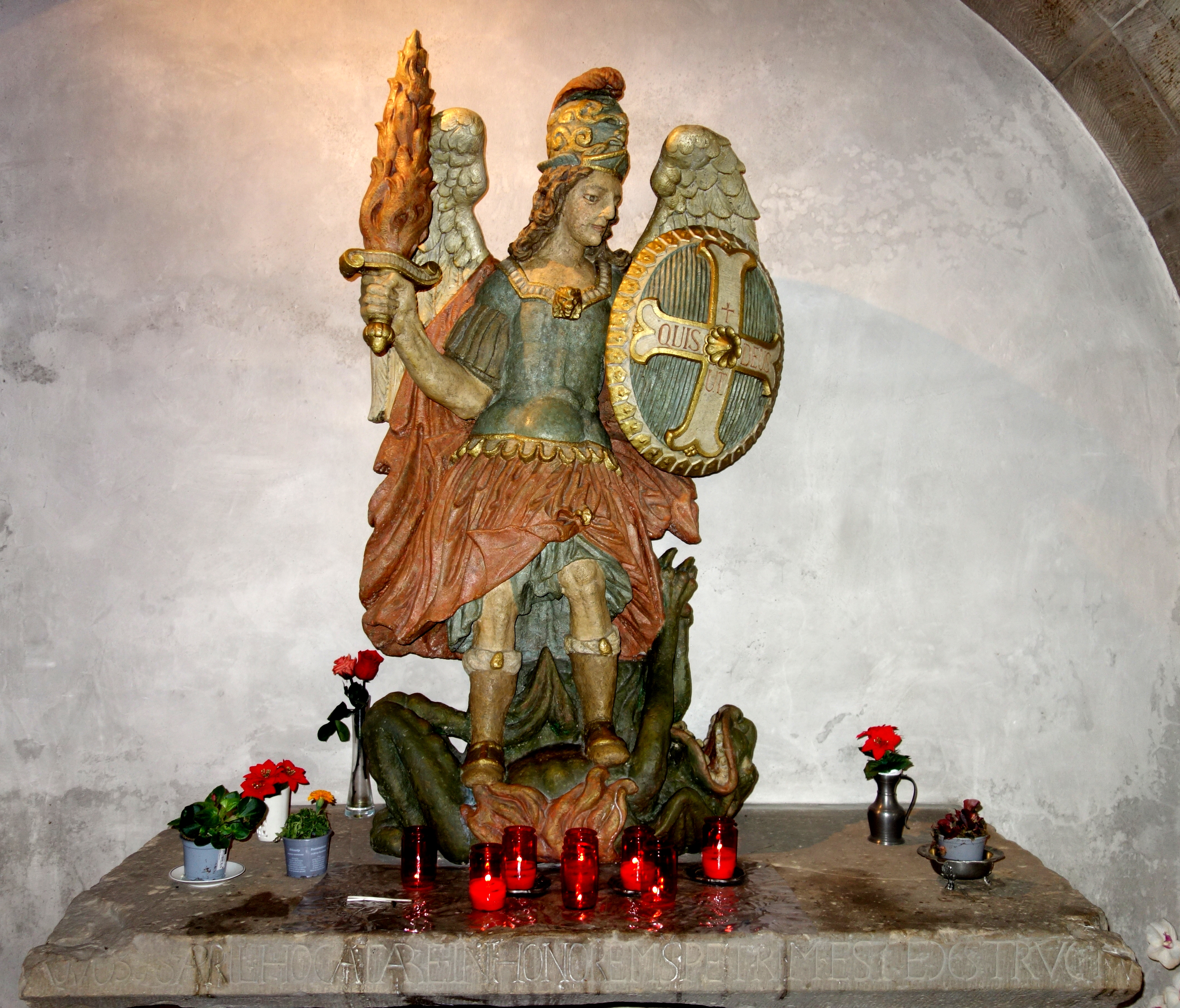
Michaelsaltar
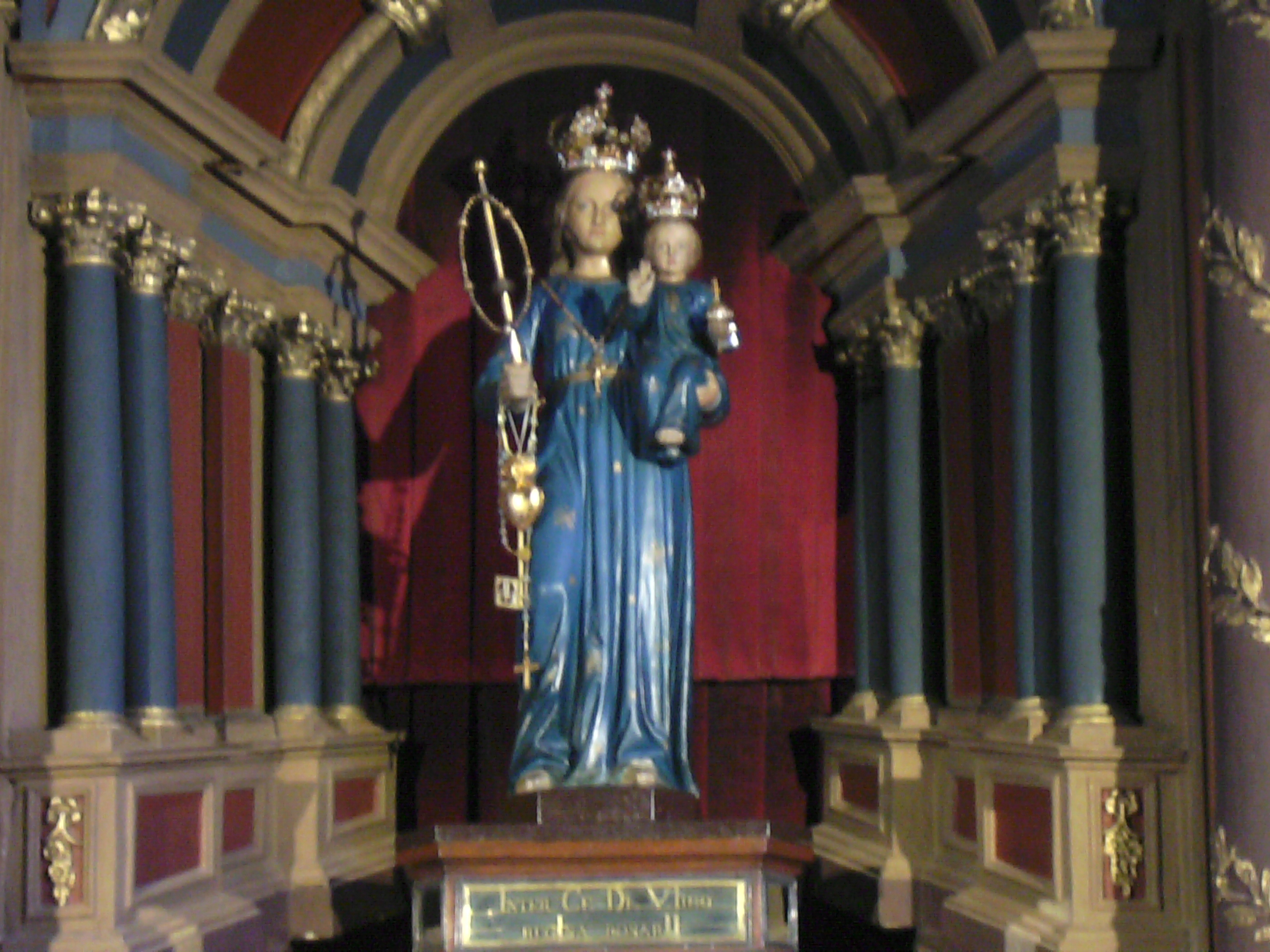
Madonna mit Kind (Seitenschiff)
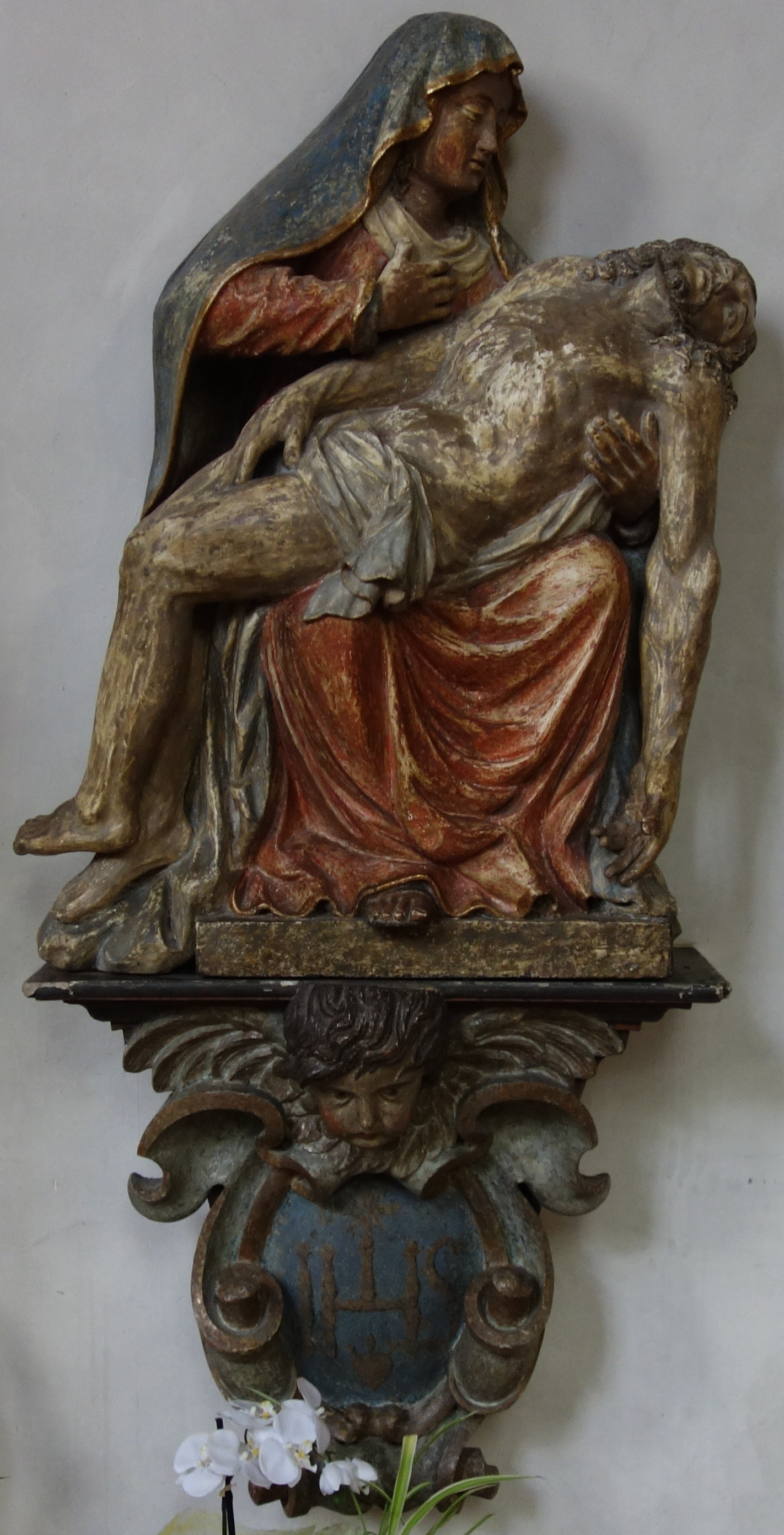
Pietà

## Orgel

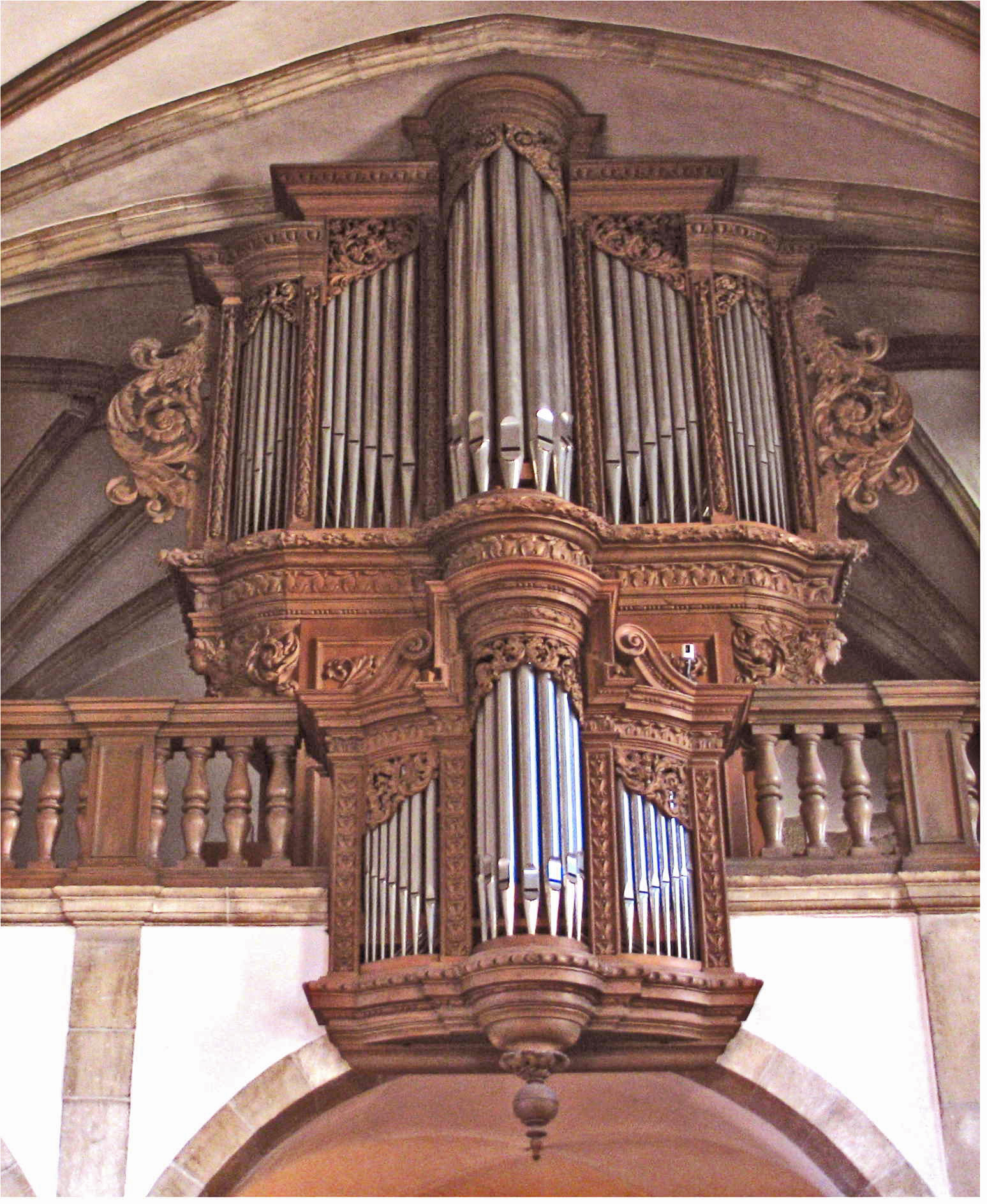
Blick auf die Orgel

Die Orgel geht zurück auf ein Instrument, das 1662 für die Franziskanerkirche am Knuedler erbaut worden war, und im Zuge der Aufhebung des Klosters im Jahre 1805 in die Michaelskirche gelangte. Dieses Instrument wurde Ende des 19. Jahrhunderts und im 20. Jahrhundert umgebaut. 1959 wurde das Instrument zum Monument historique erklärt. 1969 wurde das (noch vorhandene) historische Pfeifenmaterial als unbrauchbar entfernt, und von der Orgelbaufirma Manufacture d’orgues luxembourgeoise (Lintgen) ein neues Orgelwerk in das Orgelgehäuse eingebaut. Das Schleifladen-Instrument hat 26 Register auf drei Manualwerken und Pedal. Die Spiel- und Registertrakturen sind mechanisch.
| I Positif de Dos C–f3 |       |
| Bourdon               | 8′    |
| Prestant              | 4′    |
| Doublette             | 2′    |
| Larigot               | 1 ⁄3′ |
| Cornet III            |       |
| Cymbale III           | 1′    |
| Cromhorne             | 8′    |
| Tremblant             |       |

| II Grand Orgue C–f3 |        |
| Bourdon             | 16′    |
| Montre              | 8′     |
| Bourdon à cheminée  | 8′     |
| Prestant            | 4′     |
| Flûte               | 4′     |
| Nasard              | 2 ⁄3′  |
| Quarte de Nasard    | 2′     |
| Tierce              | 1 3⁄5′ |
| Fourniture IV       | 2′     |
| Cymbale III         | 1′     |
| Cornet V            |        |
| Trompette (B/D)     | 8′     |
| Voix humaine        | 8′     |
| Tremblant douce     |        |

| III. Manualwerk cis0–f3 |
| Cornet d’écho V         |

| Pedalwerk C–f1 |     |
| Flûte          | 16′ |
| Flûte          | 8′  |
| Flûte          | 4′  |
| Trompette      | 8′  |
| Clairon        | 4′  |

- Koppeln: I/II, I/P, II/P